# یواس‌اس بال‌لاکی (ای‌ام-۳۸۹)
یواس‌اس بال‌لاکی (ای‌ام-۳۸۹) (به انگلیسی: USS Waxwing (AM-389)) یک کشتی بود که طول آن ۲۲۱ فوت ۳ اینچ (۶۷٫۴۴ متر) بود. این کشتی در سال ۱۹۴۵ ساخته شد.